# Posavsko hribovje
Posavsko hribovje leži na severu in jugu od reke Save in od Ljubljane do reke Sotle. Na severu ga omejujejo reke Nevljica, Motnišnica, Bolska, Voglajna, Šmarski potok in Mestinjščica. Na jugu poteka njegova meja po podoljih, po katerih poteka tudi avtocesta Ljubljana - Zagreb. Slemenjeno je v smeri vzhod - zahod, kar daje prevladujočo smer tudi toku rek in prometnic, ki se vijejo ob njih.
Anton Melik je zapisal , da so Posavske gube, sistem sinklinal in antiklinal, ki oblikujejo jedro Posavskega hribovja, nastale v srednjem miocenu. Tako naj bi nastale Tuhinjska sinklinala, Trojanska antiklinala, ki se še danes kaže v grebenu, ki poteka od Kamnika, prek Rakitovca, Špilka, Čemšeniške planine in Mrzlice, Moravško-Laška sinklinala in Litijska antiklinala z vrhovi Kum, Lisca in Bohor. Gube so kasnejši erozijski procesi preoblikovali. Najbolj vzhodni del Posavskega hribovja prestavlja pogorje Orlica. 